# 红十军团军政委员会旧址
28°47′52″N 117°38′38″E / 28.79778°N 117.64389°E
红十军团军政委员会旧址位于中国江西省德兴市绕二镇重溪村，是一幢二进三间二偏房四天井的砖木结构城堡式两层楼房，清代建筑，占地面积525平方米。于1990年被列为县级文物保护单位，2000年被列为江西省文物保护单位。